# Federação Portuguesa de Atletismo
Federação Portuguesa de Atletismo – portugalska narodowa federacja lekkoatletyczna. Szefem jest Jorge Vieira. Federacja jest jednym z członków European Athletics.